# Chiara Costazza

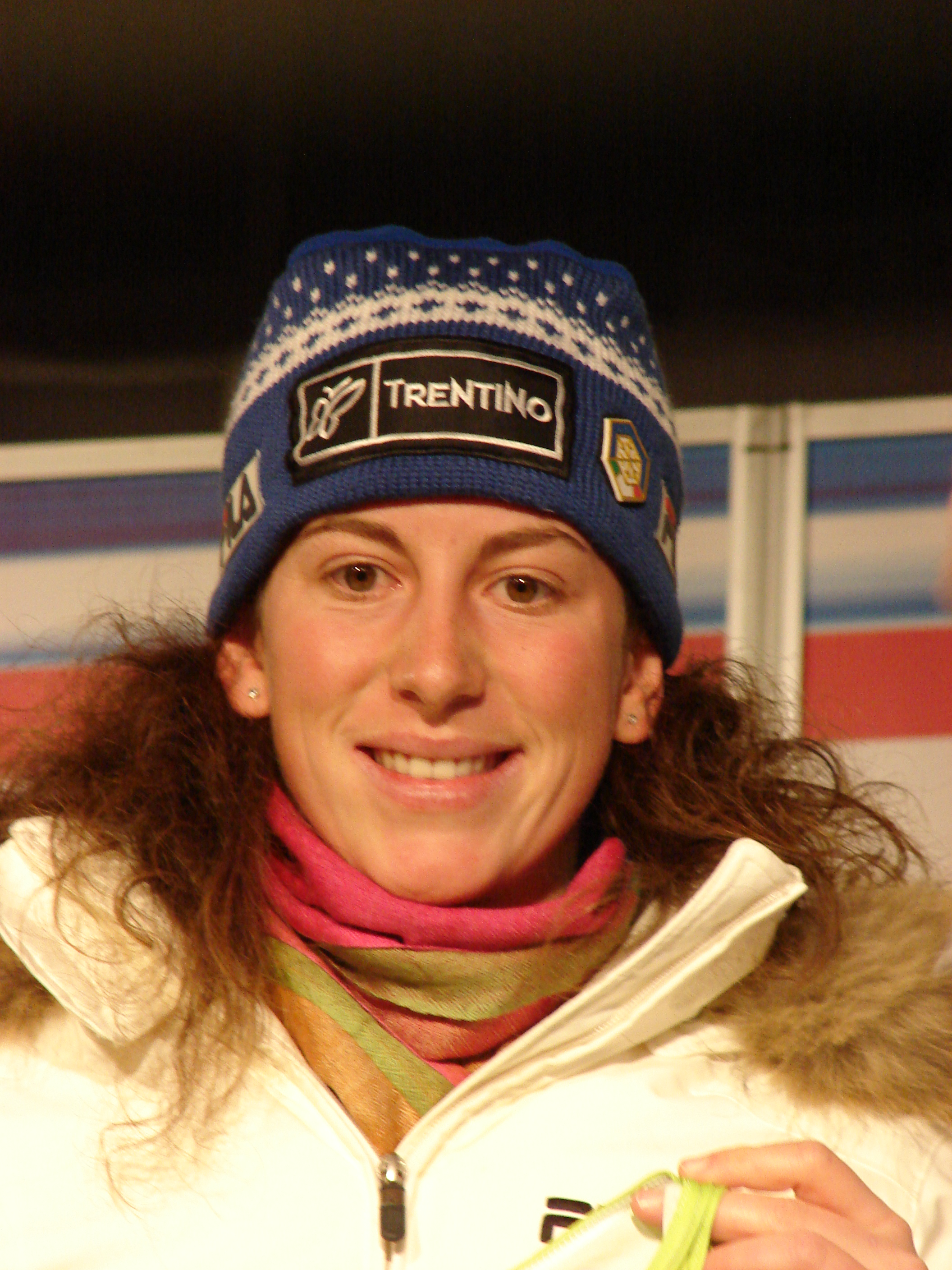
Chiara Costazza

Chiara Costazza nació el 6 de mayo de 1984 en Cavalese (Italia), es una esquiadora que tiene 1 victoria en la Copa del Mundo de Esquí Alpino (con un total de 2 podios).

## Resultados

### Juegos Olímpicos de Invierno
- 2006 en Turín, Italia
  - Eslalon: 8.ª

### Campeonatos Mundiales
- 2013 en Schladming, Austria
  - Eslalon: 14.ª
- 2015 en Vail/Beaver Creek, Estados Unidos
  - Eslalon: 16.ª

### Copa del Mundo

#### Clasificación general Copa del Mundo
- 2004-2005: 90.ª
- 2005-2006: 37.ª
- 2006-2007: 50.ª
- 2007-2008: 27.ª
- 2008-2009: 108.ª
- 2009-2010: 66.ª
- 2010-2011: 105.ª
- 2011-2012: 95.ª
- 2012-2013: 69.ª
- 2013-2014: 50.ª
- 2014-2015: 43.ª

#### Clasificación por disciplinas (Top-10)
- 2007-2008:
  - Eslalon: 7.ª

#### Victorias en la Copa del Mundo (1)

##### Eslalon (1)
| Fecha                   | Lugar |
| ----------------------- | ----- |
| 29 de diciembre de 2007 | Lienz |